# Tithaeus annandalei
Tithaeus annandalei is een hooiwagen uit de familie Tithaeidae. De originele naamcombinatie (protoniem) is Tithaeus annandalei Roewer, 1927. De huidige (vanaf 2023) geldig wetenschappelijke naam van Tithaeus annandalei Gaat terug op Carl Frederick Roewer.